# 普卢埃泽克
普卢埃泽克（法語：Plouézec，法語發音：[pluezɛk]）是法国阿摩尔滨海省的一个市镇，位于该省西部偏北，大西洋沿岸，属于圣布里厄区，同时也是甘冈城市圈的一部分。

## 地理
普卢埃泽克（48°44'54"N, 2°59'6"W）面积27.87 平方千米，位于法国布列塔尼大區阿摩尔滨海省，该省份为法国西北部沿海省份，位于布列塔尼半岛北部，北濒大西洋英吉利海峡，西接菲尼斯泰尔省，南至莫尔比昂省，东临伊勒-维莱讷省。
与普卢埃泽克接壤的市镇（或旧市镇、城区）包括：凯尔福特、朗卢、潘波勒、普莱埃代勒、普卢阿、伊维亚斯。

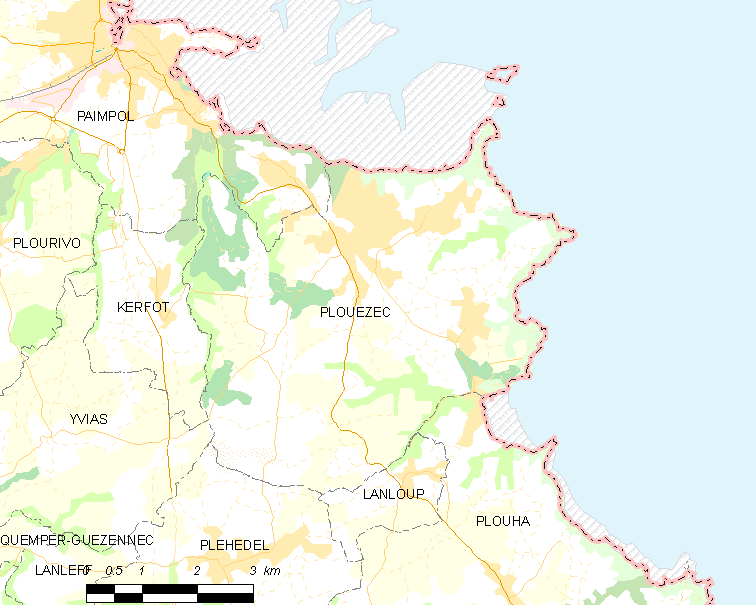
普卢埃泽克的OSM定位图

普卢埃泽克的时区为UTC+01:00、UTC+02:00（夏令时）。

## 行政
普卢埃泽克的邮政编码为22470，INSEE市镇编码为22214。

## 政治
普卢埃泽克所属的省级选区为潘波勒县。

## 人口

1962-2008年间普卢埃泽克人口变化图示

普卢埃泽克于2022年1月1日时的人口数量为3129人。